# Banco de la Nación Argentina (casa central)
La Casa Central del Banco de la Nación Argentina es uno de los edificios más emblemáticos que rodean la Plaza de Mayo, sitio fundacional de Buenos Aires y sede de grandes acontecimientos de la historia del país. Diseñada por el prestigioso arquitecto Alejandro Bustillo con una combinación de estilos clásicos en clave monumentalista, la casa central ocupa una manzana entera con 10.000 metros cuadrados y fue inaugurada en 1944. El mismo fue declarado patrimonio histórico.

## Construcción
La construcción en sí, ocupa toda una manzana, y en el centro del edificio encontramos una cúpula de 50 m de diámetro y 36 m de altura aproximadamente.

### 1580-1888: La historia del Banco de la Nación

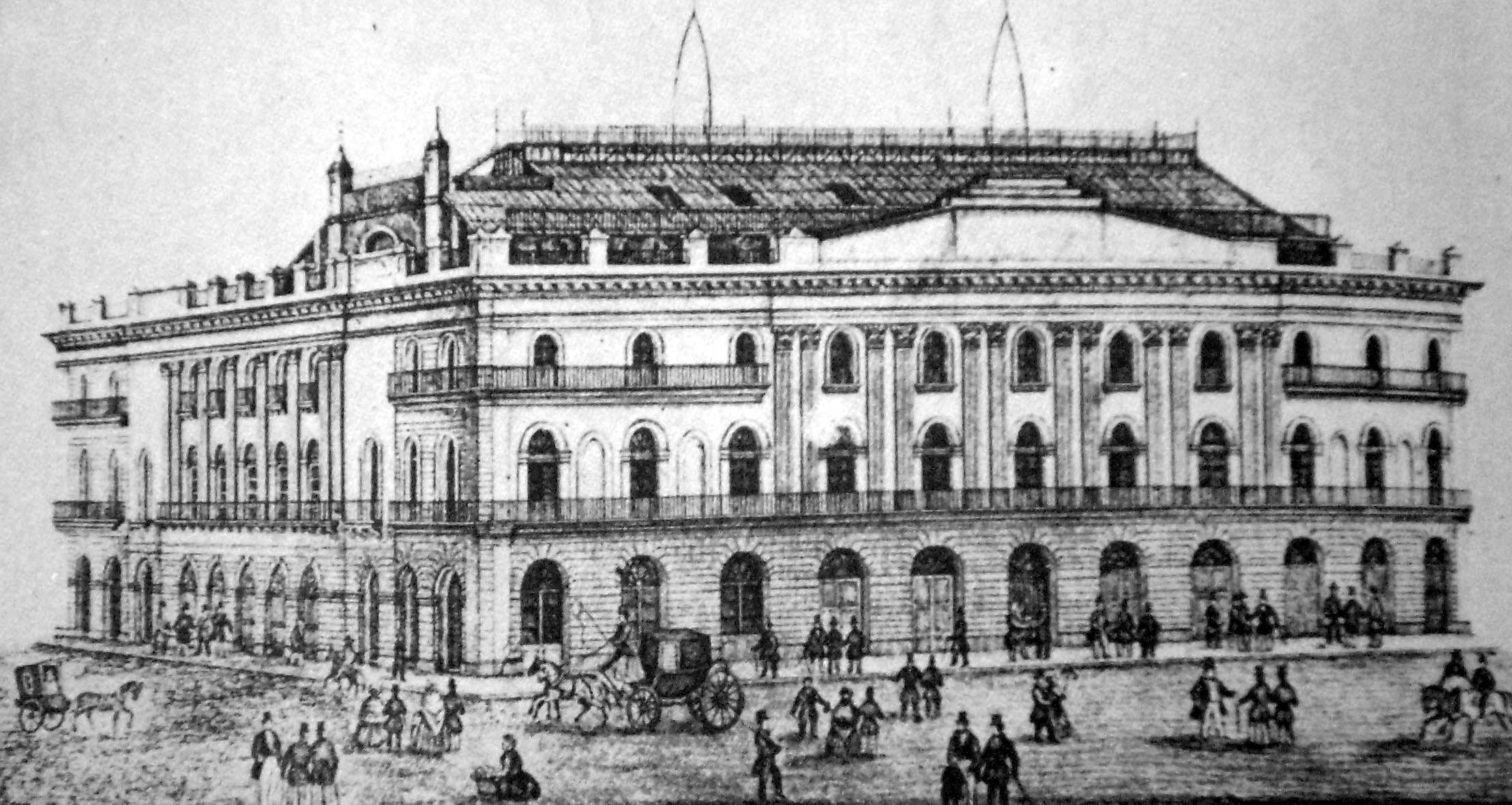
El primer Teatro Colón, inaugurado en 1857, luego fue sede del banco.

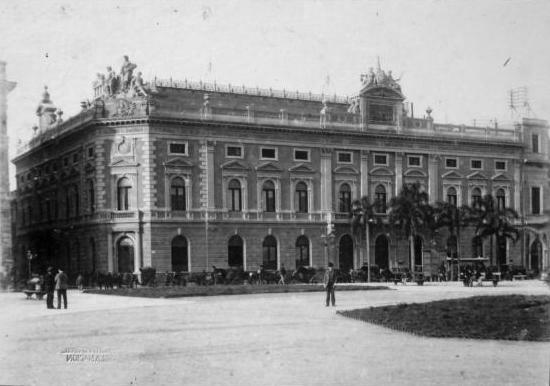
El ex-teatro, ya funcionando como Banco Nación (ca. 1890).

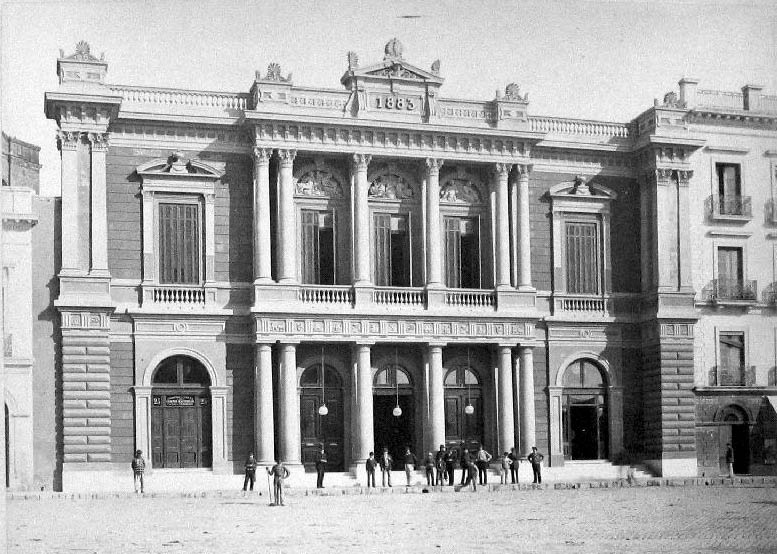
La Bolsa de Comercio estaba en Rivadavia y 25 de Mayo.

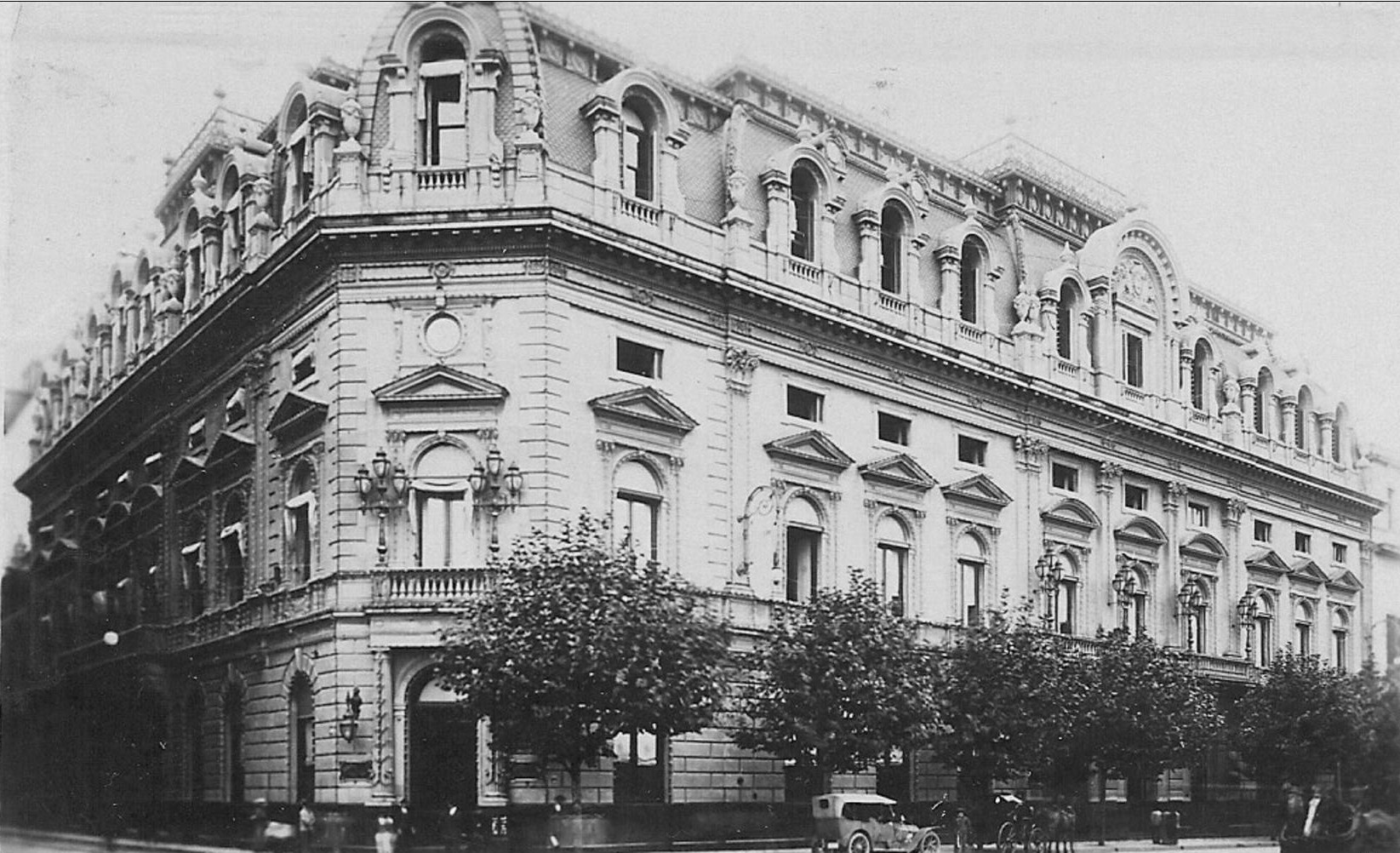
El viejo Banco Nación luego de la remodelación de 1910.

La manzana ocupada por el edificio central del Banco Nación es una de las más antiguas de Buenos Aires, ya que en la fundación de la ciudad en 1580, Juan de Garay reservó la mitad para sí mismo y la otra para su hijo homónimo. En 1585 se construyó la primera capilla que tuvo Buenos Aires, antes de que en 1593 se asignara para la Catedral su esquina actual en San Martín y Rivadavia. Luego de esto, y quizás como consecuencia del camposanto que tuvo esta primera capilla, la manzana del actual Banco Nación fue conocida durante siglos como el Hueco de las Ánimas, ya que era un gran terreno sin construir, aunque la Aduana funcionó allí fugazmente en 1603, y más tarde fue Seminario y luego Consulado.
Mientras la esquina de Rivadavia y 25 de Mayo continuaba siendo el Hueco de las Ánimas, sobre la esquina de Reconquista el Cabildo comenzó a construir en 1804 el Coliseo Estable de Comedias, cuya obra fue suspendida por las Invasiones Inglesas de 1806 y 1807, y luego de la muerte de su constructor Tomás Toribio quedó abandonada desde 1810 hasta 1832, cuando un incendio destruyó el edificio inconcluso.
Recién en 1855, comenzó en la esquina de Reconquista y Rivadavia la construcción del primer Teatro Colón, uno de los primeros edificios monumentales en Buenos Aires, diseñado por el ingeniero Charles Pellegrini e inaugurado en 1857. Esta sala de espectáculos donde se interpretaba ópera subsistió hasta el año 1888, en que el Estado Nacional impulsó una ley para construir un nuevo Teatro Colón, y adquirió el viejo edificio de Plaza de Mayo para destinarlo al recién fundado Banco Nacional. Instalado en lo que era la sala del ex-teatro, el banco operó en una época de euforia en la especulación financiera, que condujo inevitablemente a una profunda crisis conocida como el Pánico de 1890, luego de la cual entró en quiebra y provocó la creación de una nueva entidad financiera en 1891, el Banco de la Nación Argentina.
Mientras, la Bolsa de Comercio de Buenos Aires había construido su nueva sede sobre la ochava de 25 de Mayo y Rivadavia, en el resto de la manzana existían una serie de edificios que completaban la manzana hoy ocupada totalmente por el Banco Nación. Sobre la esquina de Bartolomé Mitre y Reconquista, existía la casa matriz del Banco Británico de América del Sud, construida en el terreno donde en tiempos coloniales estaba la casa de Juan Martín de Pueyrredón.

### 1888-1939: Primer edificio de la Argentina
Una vez adquirido el viejo Teatro Colón fue mínimamente reformado para sus nuevas funciones, pero se colocaron conjuntos escultóricos sobre la cornisa de la fachada para brindar una nueva imagen al edificio. Pero esta primera sede resultó insuficiente a medida que la institución crecía y se fortalecía luego de la crisis, y progresivamente el Banco fue comprando los demás edificios de la manzana y anexándolos al antiguo teatro, de tal forma que en 1910 tuvo la posibilidad de encargar al arquitecto Adolf Büttner una remodelación total de las fachadas, que mediante una mansarda agregada buscó unificar las fachadas heterogéneas bajo una imagen común. En 1916 la Bolsa de Comercio inauguraba su nueva sede en la Avenida Alem, y así la manzana completa iba pasando al poder del Banco Nación, proceso que se concretó en 1925.

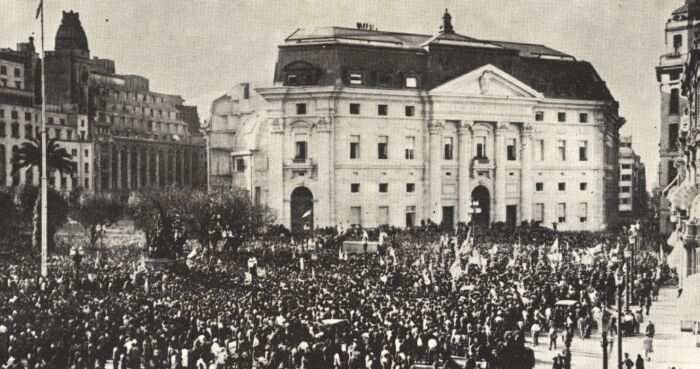
El 17 de octubre de 1945 se podía ver la primera etapa del nuevo Banco Nación, terminado en un 60%.

Así, en 1926 la institución tuvo una primera propuesta para la construcción de su definitiva Casa Central, proyecto y concurso que quedó trunco. Recién diez años después la idea volvió a cobrar fuerza, en el período de fuerte intervencionismo estatal de la presidencia de Agustín P. Justo, ya que el prestigioso arquitecto Alejandro Bustillo comenzó a bosquejar propuestas para el edificio hacia 1936.
Dos años más tarde, el Banco Nación formaba una Comisión Asesora Técnica presidida por Bustillo que revisó los planos ejecutados por la Oficina de Arquitectura de la institución. Bustillo no tuvo un mero rol de consulta, sino que trabajó intensamente en el proyecto, que denota su muy personal estilo, e incluso encargó la construcción de una maqueta en yeso para analizar las proporciones del proyecto y su pretenciosa estructura.

### 1939-1955: Construcción e inauguración

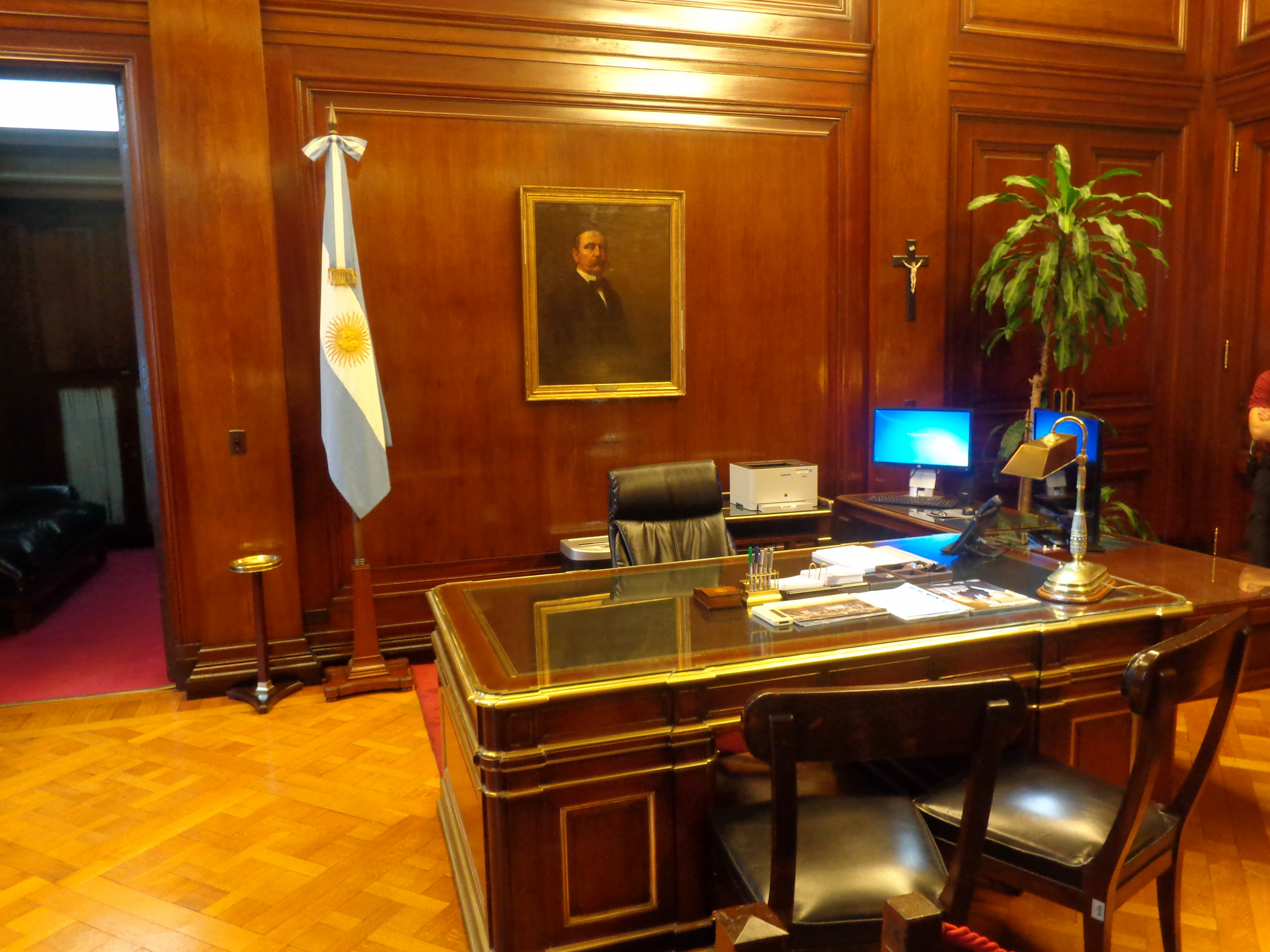
Oficina de la Dirección

A medida que la figura de Bustillo iba ganando peso en las decisiones proyectuales, el diseño del futuro edificio fue volviéndose una cuestión personal. Dentro de sus ideas, estuvo la realización de la construcción por etapas. Luego de sorteadas las licitaciones, que en lo fundamental fue adjudicada a la empresa constructora Arienti y Maisterra, el 17 de septiembre de 1940, una vez demolida la antigua Bolsa de Comercio y demás edificios, el presidente del Banco Jorge Santamaría colocó la piedra fundamental de la nueva Casa Central.
La construcción fue de una escala inédita para la ciudad, tratándose solo de la primera etapa de la obra, que englobaba el 60% del edificio, exceptuando el sector que daría a la calle Reconquista. 
El 21 de julio de 1944 era inaugurada la primera etapa del nuevo Banco Nación. El edificio ya ostentaba su imponente pórtico sobre la ochava de Rivadavia y 25 de Mayo, y sus fachadas revestidas en piedra traída de Balcarce, junto con su mansarda de bronce. Una vez terminado este sector solo faltaba el cuarto de manzana correspondiente a la esquina de Rivadavia y Reconquista, donde antes había estado el primer Teatro Colón.

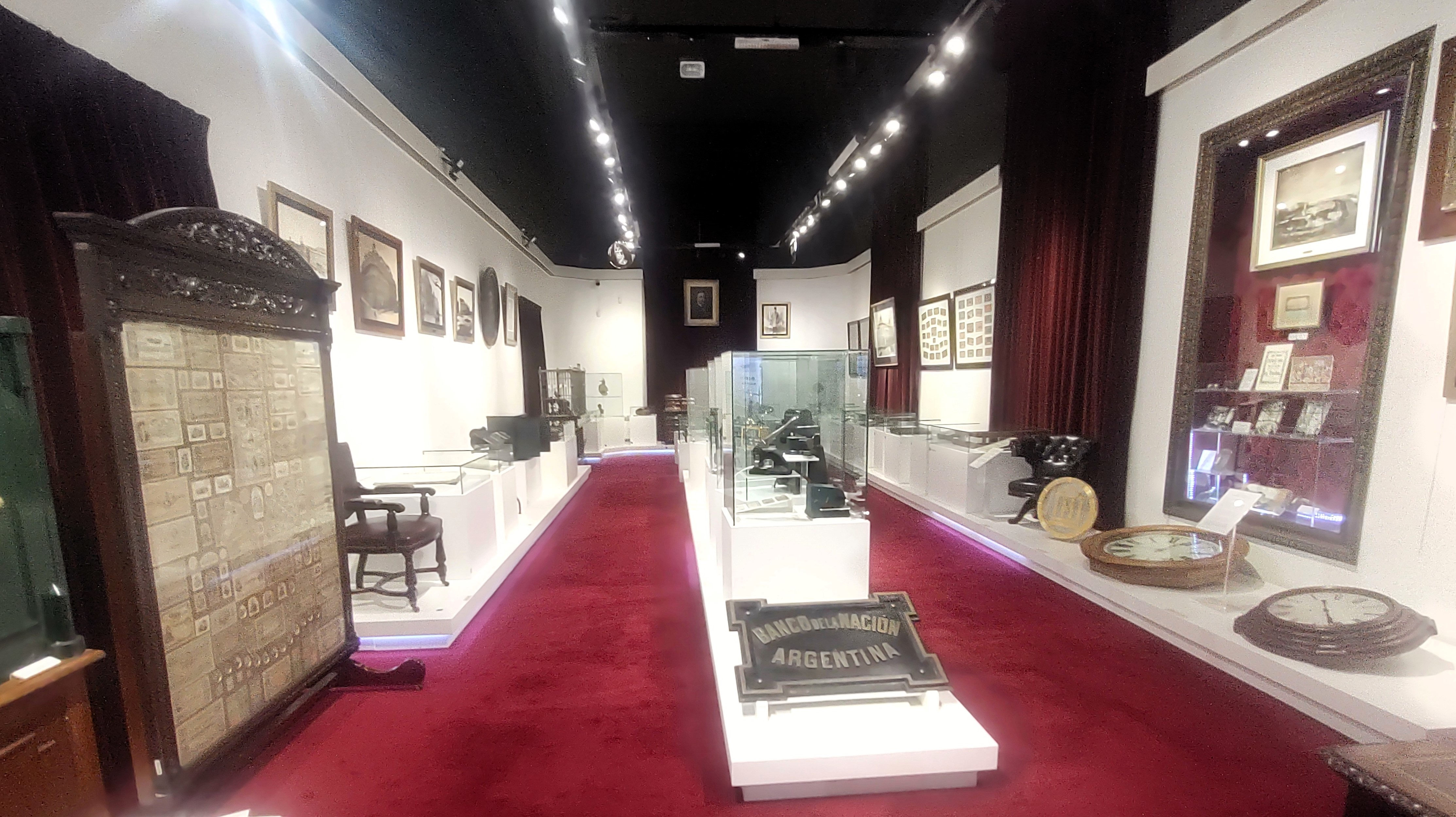
Museo Histórico y Numismático "Arnaldo Cunietti-Ferrando".

La segunda y última etapa de la obra fue paralizada durante los siguientes años, hasta que fue encarada en 1950 durante la presidencia de Juan Domingo Perón, y aunque representaba el 40% del edificio, demoró los siguientes cinco años, de tal forma que la Casa Central del Banco de la Nación Argentina estuvo terminada para 1955.
En 1966 quedó inaugurado en el primer piso el Museo Histórico y Numismático "Arnaldo Cunietti-Ferrando", reservorio de documentos, billetes, una importante colección numismática, mobiliario y distintos elementos que hicieron a la actividad bancaria y a la historia de nuestro país en el cual se realizan visitas guiadas. 
En 1971 comenzó a funcionar en la planta baja la Galería de Arte “Alejandro Bustillo”. 
Por otra parte el Banco Nación vivió su pionero proceso de instalación de computadoras entre 1964 y 1977.

## Arquitectura

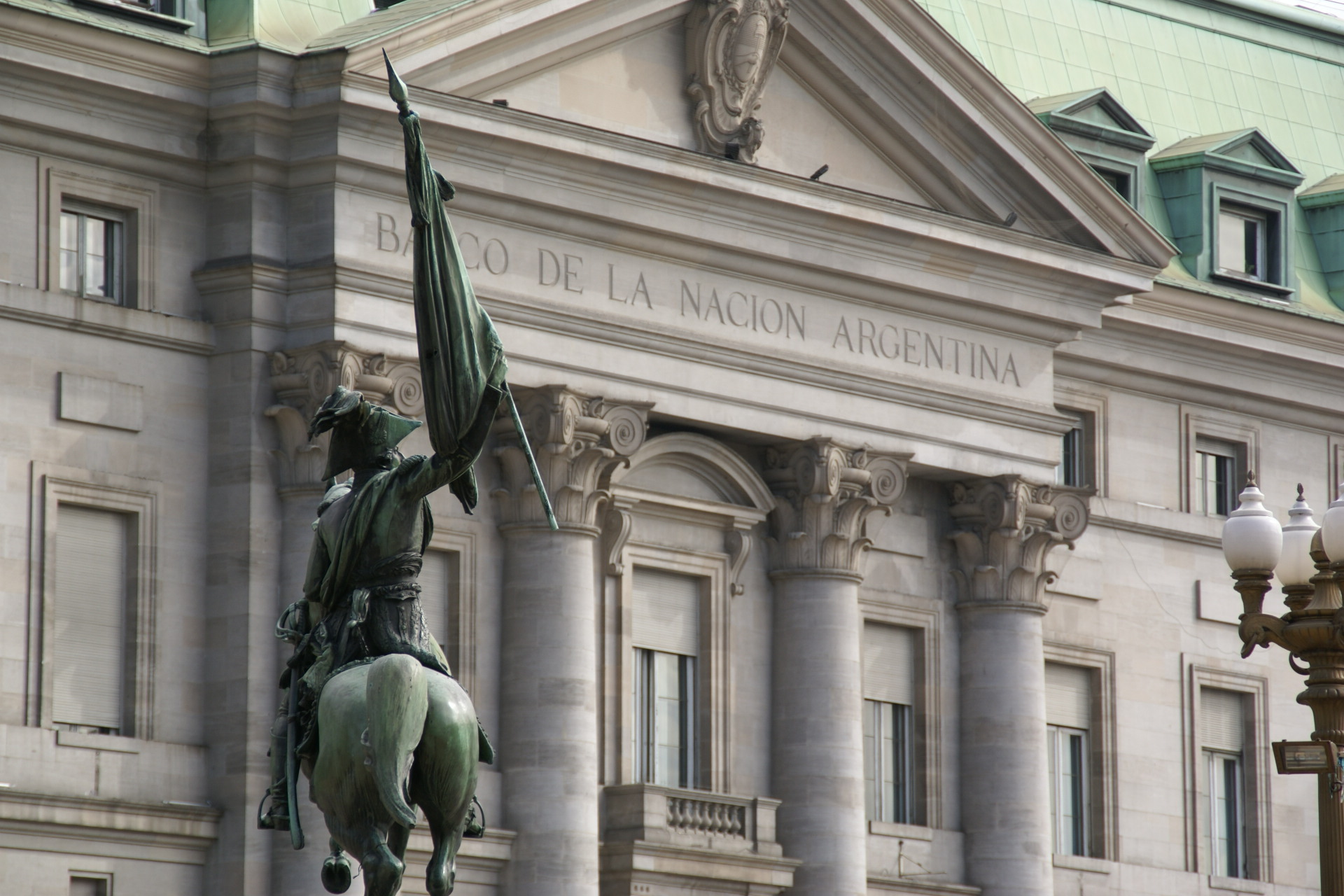
El frontis que destaca la entrada principal, detrás del Monumento a Belgrano

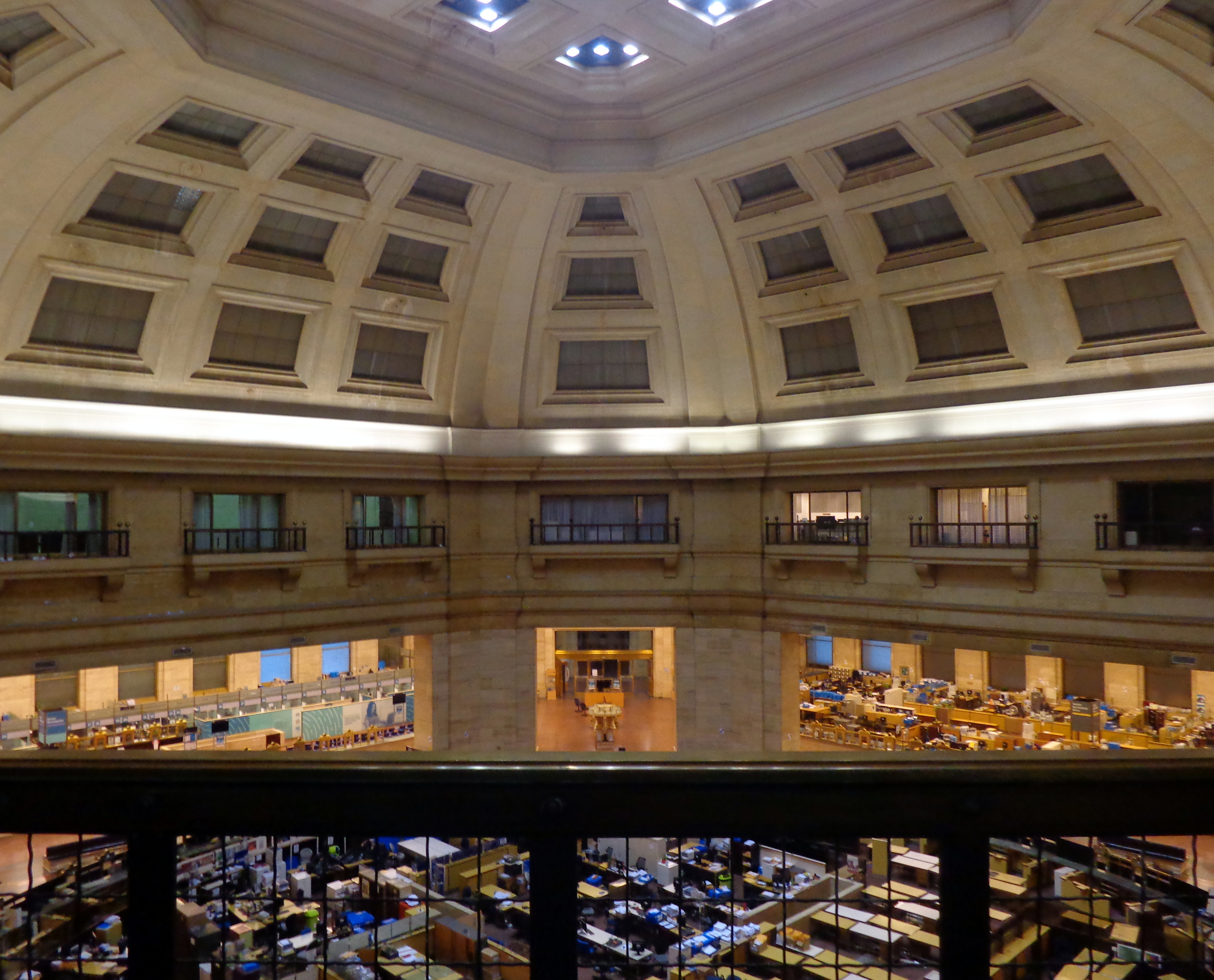
Vista interior.

La Casa Central del Banco Nación es una de las obras de arquitectura más imponentes de la Argentina, tanto por los su volumen edilicio y los nobles materiales empleados como por diversos elementos de su diseño, entre los cuales se destaca especialmente su gigantesca cúpula de 50 metros de diámetro y 36 de altura, juzgada por Bustillo como probablemente la más grande de Sudamérica. Realizada con nervios de hormigón armado, está dividida en ocho paños de dos dimensiones con caladuras de carpintería de vidrios repartidos para proveer de luz al gran espacio central que domina el edificio. Posee un original sistema de apoyo que no descarga directamente sobre los muros laterales, sino que posee una serie de rieles con ruedas que le permite deslizarse libremente cuando dilata y comprime, cargando sobre cuatro columnas su peso de 50.000 toneladas. Pese a su enorme dimensión, la cúpula no es visible del lado de afuera, pues queda tapada exteriormente por la mansarda que la rodea.
Todas las fachadas del edificio fueron revestidas con cuarcita extraída de Balcarce y Chapadmalal, mientras los interiores están revestidos con diferentes mármoles. 

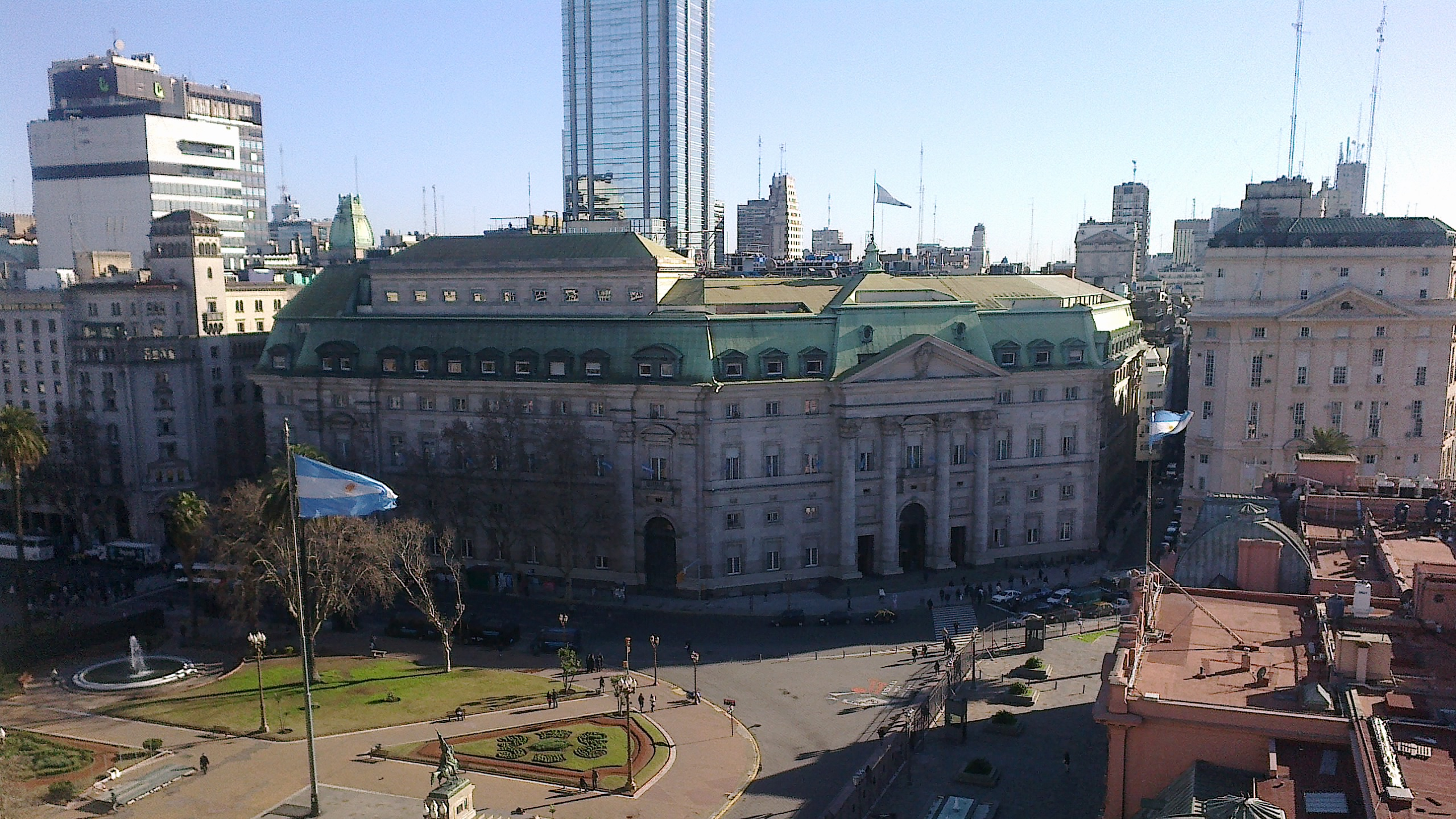
La fachada a 45° en la esquina de Rivadavia y 25 de Mayo mira directamente a la Casa Rosada.

En cuanto al estilo del edificio, se puede juzgar en rasgos generales como monumentalista, representado por sus dimensiones inusuales, como las cuatro columnas que marcan el acceso principal y recorren los tres niveles completos de la fachada, o el espacio central de múltiple altura, de proporciones imponentes. En él, Bustillo combinó todos los avances tecnológicos con un diseño tradicional, la arquitectura neoclásica de moda durante la década de 1930, sumando a la vez una clara influencia de la tradición arquitectónica francesa, que ponía al edificio en sintonía con el resto de la Buenos Aires de entonces. Un inmenso pórtico con columnas corintias domina la entrada principal sobre la ochava de Rivadavia y 25 de Mayo. Bustillo se encontraba en la búsqueda de un estilo que nacional basado en las formas clásicas y en las proporciones académicas. 
En esta fachada maciza y compacta que toma los cuatro frentes del edificio, la única irregularidad es la ochava en Rivadavia y 25 de Mayo, en donde se eligió mantener el corte a 45° que existía en el anterior edificio de la Bolsa de Comercio, aprovechándolo para implantar allí el acceso principal, mirando a la Casa Rosada. Esa resolución de la ochava tan particular, hacía un juego de simetría con la esquina opuesta, la de Balcarce e Yrigoyen, del otro lado de la Plaza de Mayo, en donde existió entre 1854 y 1942 el primer edificio del Congreso Nacional. Al mismo tiempo, el antiguo edificio del Banco Hipotecario de estilo clasicismo despojado (actualmente ocupado por la AFIP), también fue pensado para mostrar la misma ochava en espejo con la sede del Banco Nación, pero los planes fueron cambiados sobre la marcha, cuando la construcción ya se estaba llevado a cabo, muy a pesar de que esas modificaciones no afectarían solo a un edificio sino que arruinarían un proyecto mayor. Y esa es la razón por la cual al oeste de su pórtico presenta tres pares de columnas, mientras que al este de su pórtico, presenta seis pares de columnas. Esto se debe a que, ya con la entrada construida, hubo que duplicar la cantidad de columnas del lado este para completar los metros tomados de la ochava que no se construyó. Claramente, si desde un principio el plan hubiera sido no realizar dicha ochava, su pórtico de ingreso se habría construido centrado. Curiosamente, desde arriba es posible ver que la ochava fue construida, aunque luego se dejó como un patio interno.
Para los interiores del Banco Nación, el tono es claramente más moderno y despojado de ornamentos, siendo dable destacar los revestimientos en piedras y mármoles pulidos, un rasgo que el Banco Nación comparte con un edificio anterior de Bustillo, el Museo Nacional de Bellas Artes (1933).